# Victoria (přítok Timorského moře)
Victoria (anglicky Victoria River) je řeka na severu Austrálie v Severním teritoriu. Je dlouhá 570 km. Povodí má rozlohu přibližně 78 000 km².

## Průběh toku
Pramení na planině Kimberley a protéká pouštní krajinou. Ústí estuárem širokým 25 km do zálivu Josefa Bonaparta v Timorském moři. Estuár postupně přechází v záliv Cuins Channel.

## Vodní režim
V období monzunových dešťů od prosince do února až března je stav vody vysoký a v období sucha od dubna až května do listopadu hladina klesá a místy se koryto rozpadá na oddělené části Průměrný roční průtok je 140 m³/s.

## Využití
Vodní doprava je možná do vzdálenosti 150 km od ústí.